# GENELEC
GENELEC（ジェネレック）は、フィンランド、東スオミ州、北サヴォ県のイーサルミ（Iisalmi）に本社を持ち、1978年に設立された音響メーカー。プロフェッショナル・モニタリング・システムまたはホーム・シアター向けのカスタム・インストール・システムなどを設計及び生産している。ホーム・シアター分野の製品も展開し、その拠点としてアメリカのマサチューセッツ州にGENELEC Inc.を置き、コンシューマー向けの製品も取り扱っている。

## 来歴
GENELEC社は47年前の1978年にフィンランドで設立され、モニタリング・システムを設計開発及び生産する音響メーカーであり、フィンランド国営放送へ同社のモニタリング・システムが導入されるなどの実績がある。主力商品はプロフェッショナル向けのモニタリング・システムが中心になっていて、パワー・アンプがシステムとしてパッケージングされるか、スピーカー本体に内蔵されたアクティブ・モニタリング・システムを軸に、現在では総合的なモニタリング・システムとしてコンシューマー向けマーケットにおいても様々な製品を開発している。スピーカー・システムとパワー・アンプ・システムが一体したモニタリング・システムとして構築された製品になるため、モニタリング・システムという呼称が使われている。
特徴としては、スピーカーを駆動する為のパワー・アンプをチャンネル・ネットワークまたはスピーカーの数だけ搭載したマルチ・アンプ・ドライブ方式であり、バイ・アンプ（アンプが2台）またはトライ・アンプ（アンプが3台）などの構成になっている。例えば3ウェイ・スピーカー・システムの場合にはウーファー、スコーカー、トゥイーターという各々のスピーカー・ユニット用の周波数帯に分割された各帯域のオーディオ信号を別々のパワー・アンプで分割駆動する事により、位相歪みの軽減や各々のチャンネルに特化した回路設計などを行っている。
マルチ・パワー・アンプ方式を採用していることにより、設置する場所の音響特性などに合わせたニュートラルなモニタリングバランスを確保するために、スピーカー・システムの背面部や内蔵のパワー・アンプ部分、または外部に設置する19インチ・ラックに収められた駆動用システムには、周波数帯域に応じたレベル・コントロール用のトリムまたはスイッチ類と、低域及び高域の減衰用フィルタリング回路を動作させるためのスイッチ類が搭載されているので、設置される場所の音響特性に応じた許容調整範囲が広くなっている。ニア・フィールド・モニタリング 用としてスピーカー・システム設置の場合で、ミキシング・コンソールのメーター・ブリッジ上へ設置しモニタリングする際などは、コンソールのパネル面による反射と拡散や、コンソール裏側部分と壁との間で起こる背面特性などで著しくモニタリング特性が変わってしまうため、スピーカー・スタンドなどを利用した一般的なリスニング環境とは大きく異なっている場合が多く、低域溜まり改善用の低域減衰設定（ロール・オフ）などと合わせ、スピーカー・システム再生特性の可変機能はニュートラルに近いモニタリング環境を設定するための搭載機能になっている。
再生特性の設定作業を自動処理できるDSP シリーズでは、ユーザー側がトリムまたはスイッチ類を操作して音響特性調整を行わずに、スピーカーからのモニタリング音源入力用の専用マイクロフォンとコンピューターを組み合わせたシステムにより、演算処理で部屋に応じた適正な設定値を GLM™ へ転送し、自動的にモニタリング特性の設定処理を行う AutoCal™ を持ち、SE™ (Small EnHzironments) DSP システム等も含め、DSP シリーズは新たな音響特性補正及び管理方法として発表されている。
モニタリング・システムの中にはデジタル信号をAES/EBU、またはS/P-DIF端子への直接入力によりモニタリング可能な機種があり、DAWなどのデジタル出力を直接入力したモニタリングが可能になっている。また、AD9200Aという8チャンネル仕様の A/D コンバーターを搭載している機種とDSP シリーズやデジタル入力可能なモニタリング・システムと組み合わせる場合、スピーカー・システムとの間にはデジタル信号転送用のケーブル数本で接続できるシステムも構築可能になっている。
エンクロージャーにおける設計方法では、独自開発の DCW™ という形状で音響面の反射などを考慮した設計によるパーツにスピーカーをマウントするモデルや、MDE™ 理論に基づくデザインによる独特の丸みを帯びた形状で構成されたエンクロージャー、Iso-Pod™ という接地面との振動伝播抑制パーツなどを採用したものが展開されている。エンクロージャーで使用されている材質が木製の場合には、MDF（Medium Density Fiberboard）またはパーティクル・ボードを使用した材料で組み上げられ、表面には木目を伴った薄い化粧板が張り付けられた状態で構成されていて、6000/8000シリーズなど金属が使用されている機種では、MDE™ 技術で設計された形状がダイキャスト製法で作られたアルミ合金素材で構成されている。
全ての機種には、モニタリング中に過大突入レベルの音声信号などが入力されると、保護回路がアンプ出力回線を強制遮断させ、スピーカー・ユニットを保護する回路が標準で装備されている。

## モニタリング・システム

### Large Main Monitors
レコーディング・スタジオなどのコントロール・ルームにおけるモニタリングを前提とした大型で大音圧モニタリングが可能なシステムとして構成されている。1980年代後半以降、日本国内のレコーディング・スタジオ、放送局、映画関係のスタジオなどへ導入された1035A含むラージ・モニターに分類されるシリーズ。コントロール・ルームに設置される場合で壁面へマウントする際には、壁全体をバッフル面として利用される。
- 1025A (1983-1986)

4 ウェイ 5 スピーカーのシステム。3チャンネルのパワー・アンプ (19インチ・ラック・マウント) で構成されたラージ・スピーカー。450リットルのエンクロージャー容積を持ち、対応できるコントロール・ルームの容積は100m2まで。
スーパー・トゥイーター 21mm ソフト・ドーム型x1、トゥイーター 28mm ソフト・ドーム型x1、スコーカー 80mm コーン型x1、ウーファー 385mm コーン型 x2、トレブル 360w・ミッド 360w・バス 2x250w、クロスオーバー 400Hz/3.3kHz/7kHz、周波数特性 28Hz〜20kHz、最大音圧 = 122 dB SPL @ 1m
- 1025B (1986-1989)

3 ウェイ 4 スピーカーのシステム。3チャンネルのパワー・アンプ (19インチ・ラック・マウント) で構成されたラージ・スピーカー。
トゥイーター 38mm ソフト・ドーム型x1、スコーカー 80mm コーン型x1、ウーファー 385mm コーン型 x2、トレブル 180w・ミッド 300w・バス 2x260w、クロスオーバー 500Hz/3.5kHz、周波数特性 28Hz〜20kHz、最大音圧 = 121 dB SPL @ 1m
- 1033A (1990-1999)

3 ウェイ 4 スピーカーのシステム。3チャンネルのパワー・アンプ (19インチ・ラック・マウント) で構成されたラージ・スピーカー。中規模のコントロール・ルーム用に設計されていて、音楽系スタジオ、テレビ局、放送局、マスタリング・ルーム、カッティング・ルームなどで使用する事を想定された仕様になっている。
トゥイーター 25mm ソフト・ドーム型x1、スコーカー 120mm コーン型x1、ウーファー 250mm コーン型 x2、トレブル 2x270w・ミッド 2x270w・バス 2x500w、クロスオーバー 410Hz/3.5kHz、最大音圧 = 118 dB SPL @ 1m
- 1034A (1989-1999)

3 ウェイ 4 スピーカーのシステム。3チャンネルのパワー・アンプ (19インチ・ラック・マウント) で構成されたラージ・スピーカー。大規模なコントロール・ルームでの大音量モニタリングが可能になっているモデル。
トゥイーター 25.4mm スロート・コンプレッション型x1、スコーカー 120mm コーン型x1、ウーファー 300mm コーン型 x2、トレブル 2x300w・ミッド 2x300w・バス 2x600w、クロスオーバー 400Hz/3.5kHz、周波数特性 35Hz〜22kHz、最大音圧 = 121 dB SPL @ 1m
- 1035A (1989-1994)

3 ウェイ 5 スピーカーのシステム。3チャンネルのパワー・アンプ (19インチ・ラック・マウント) で構成されたラージ・スピーカー。1990年代に入り、千駄ヶ谷にあるビクター青山スタジオや環状8号線沿いの千歳台にあるウエスト・サイド・スタジオなどを始めとして、日本国内のレコーディング・スタジオやテレビ局のスタジオなどへ導入されている機種であり、現在もなお現役で使用され続けている機種でもある。
トゥイーター 25.4mm スロート・コンプレッション型x1、スコーカー 120mm コーン型 x2、ウーファー 385mm コーン型 x2、トレブル 300w・ミッド 600w・バス 2x1100w、クロスオーバー 400Hz/3.5kHz、周波数特性 30Hz〜22kHz、最大音圧 = 136 dB SPL @ 1m

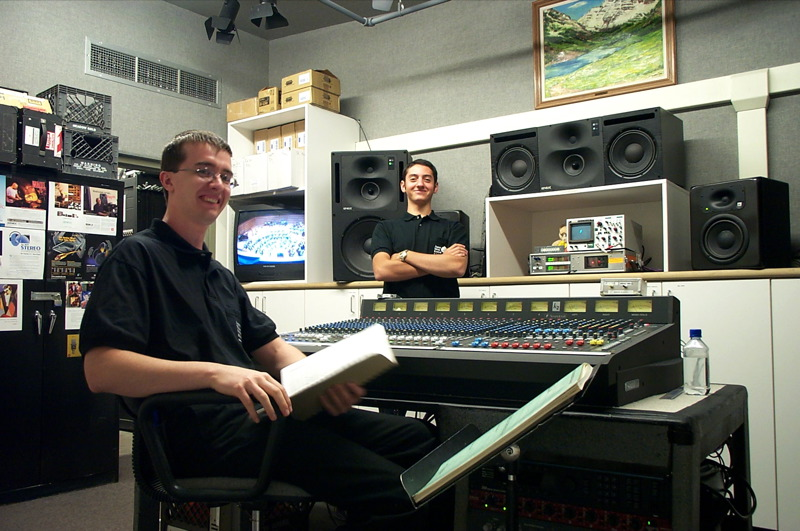
GENELEC 3 Way Monitors

- 1034BC
- 1034B
- 1039A
- 1035B
- 1036A

### 3-way Monitors
レコーディング・スタジオなどのブース側でのモニタリングやサラウンド・バック用、または小規模スタジオ向けのモニタリング・システムとして構成されている。1980年代後半以降、日本国内のレコーディング・スタジオ、放送局、映画関係のスタジオではニア・フィールド・モニター用としても導入されている。
- 1022A (1985-1990)
- 1022B (1987-1993)
- 1024A (1979-1986)
- 1024B (1985-1990)
- 1024C (1990-1992)
- 1037A (1992-1996)
- 1037B (1995-2003)
- 1038A (1992-2003)
- 1038AC (1998-2003)
- 1037C
- 1038B
- 1038BC
- 1038CF

### S30 シリーズ
トゥイーターにリボン型が採用された 3 ウェイ 3 スピーカーのシステムで構成されたシリーズで、フロント側に低域用のバスレフ・ポートが付属する。1990年頃には S30NF が、ニア・フィールド・モニタリング・システム用として日本国内のレコーディング・スタジオへの常設、またはレコーディング・エンジニアが個人所有するモニタリング・システムとして導入された。基本設計はそのままに、S30B/S30BNF以降はスピーカーのマウント方法やパワー・アンプ出力などが変更され高音圧タイプになり、構成される回路やその他の機能なども機種毎に異なっている。
- S30/S30NF (1978-1992)

エンクロージャーの背面には電源トランス及びパワー・アンプとクロスオーバー等をマウント。リア側パネルにはレベル・コントロール回路とは別に、トレブル、ミッド、バスのそれぞれに対して1 〜 7のポジションが付いたボリューム回路が搭載されていて、基盤の方には4ポジション、2dBステップで最大6dBまで、低域用 (43Hz) ロール・オフフィルター回路が搭載されている。電源は 110、220、240 VACに対応し、消費電力はアイドリング時が 30 VA、フルパワーモニタリング時が 220 VAとなっている。
トゥイーター 9x65mm リボン型x1、スコーカー 80mm コーン型x1、ウーファー 210mm コーン型x1、トレブル 50w・ミッド 66w・バス 66w、クロスオーバー 400Hz/4.0kHz、最大音圧 = 105 dB SPL @ 1m、重量 20 kg
- S30B/S30BNF (1990-1992)

この型番からハイ・パワー型となり、リボン型トゥイーターのマウント方式がDCW™ 方式へ変更になった。スピーカー・ユニットのサイズやエンクロージャーリア側マウント方法や各種設定部分に関してはS30NFから変更はない。電源は 110、220、240 VACに対応し、消費電力はアイドリング時が 30 VA、フルパワーモニタリング時が 160 VAとなっている。
トレブル 90w・ミッド 110w・バス 110w、クロスオーバー 420Hz/4.0kHz、最大音圧 = 111 dB SPL @ 1m、重量 20 kg
- S30C (1992-2001)

この型番からスピーカー・ユニットのうちバス レンジのマウント方式が変更され、それまでは金属製のメッシュでスピーカー全面が保護されていたが省略されて・ミッド レンジのスピーカー・ユニットが「Direct Radiating Soft Cone Midrange DriHzer」という 80mmのコーン型へ変更されたが、その他はS30B/S30BNFを継承している。電源は 100/200、115/230 VACに対応し、消費電力はアイドリング時が 30 VA、フルパワーモニタリング時が 200 VAとなっている。
トレブル 120w・ミッド 120w・バス 120w、クロスオーバー 420Hz/4.0kHz、最大音圧 = 111 dB SPL @ 1m、重量 20 kg
- S30D (2000-2006)

S30 シリーズ初となる D/A コンバーターを内蔵しデジタル・モニタリングが可能なシステムとして設計され、デジタル関連以外はS30Cのスペックに準じている。29kHzから96kHz/24 bitまでのAES/EBUによるデジタル入力が可能になり、従来通りのアナログ入力も可能になっている。モニタリング周波数はリボン型トゥイーターの性能も相まって 36Hz〜48kHz となっていて、次世代メディアのハイ・サンプリング・レートにおけるモニタリングにも対応した設計となっている。
最大音圧 = 122 dB SPL @ 1m、重量 20 kg

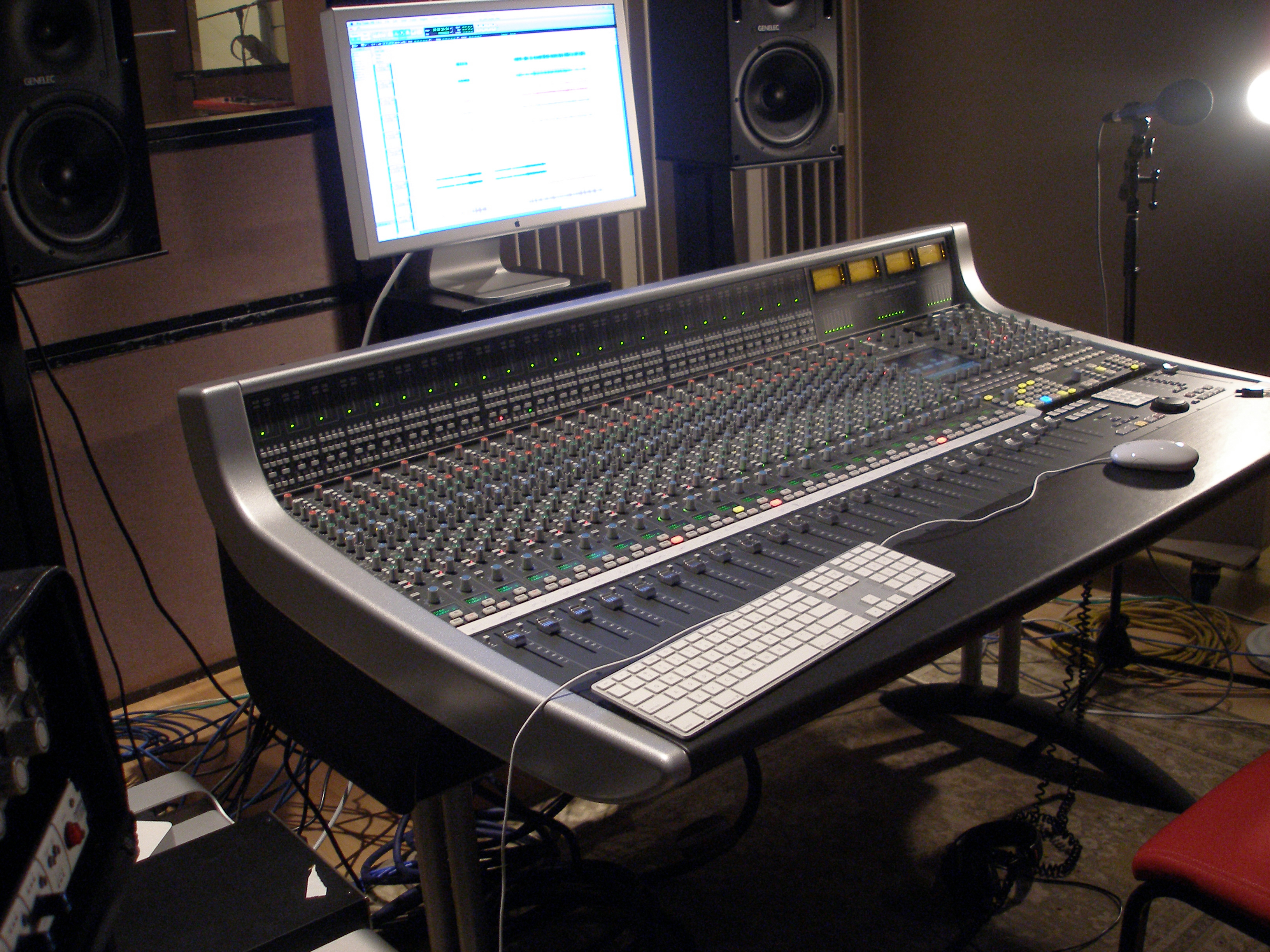
SSL AWS 900+ & GENELEC 1031A

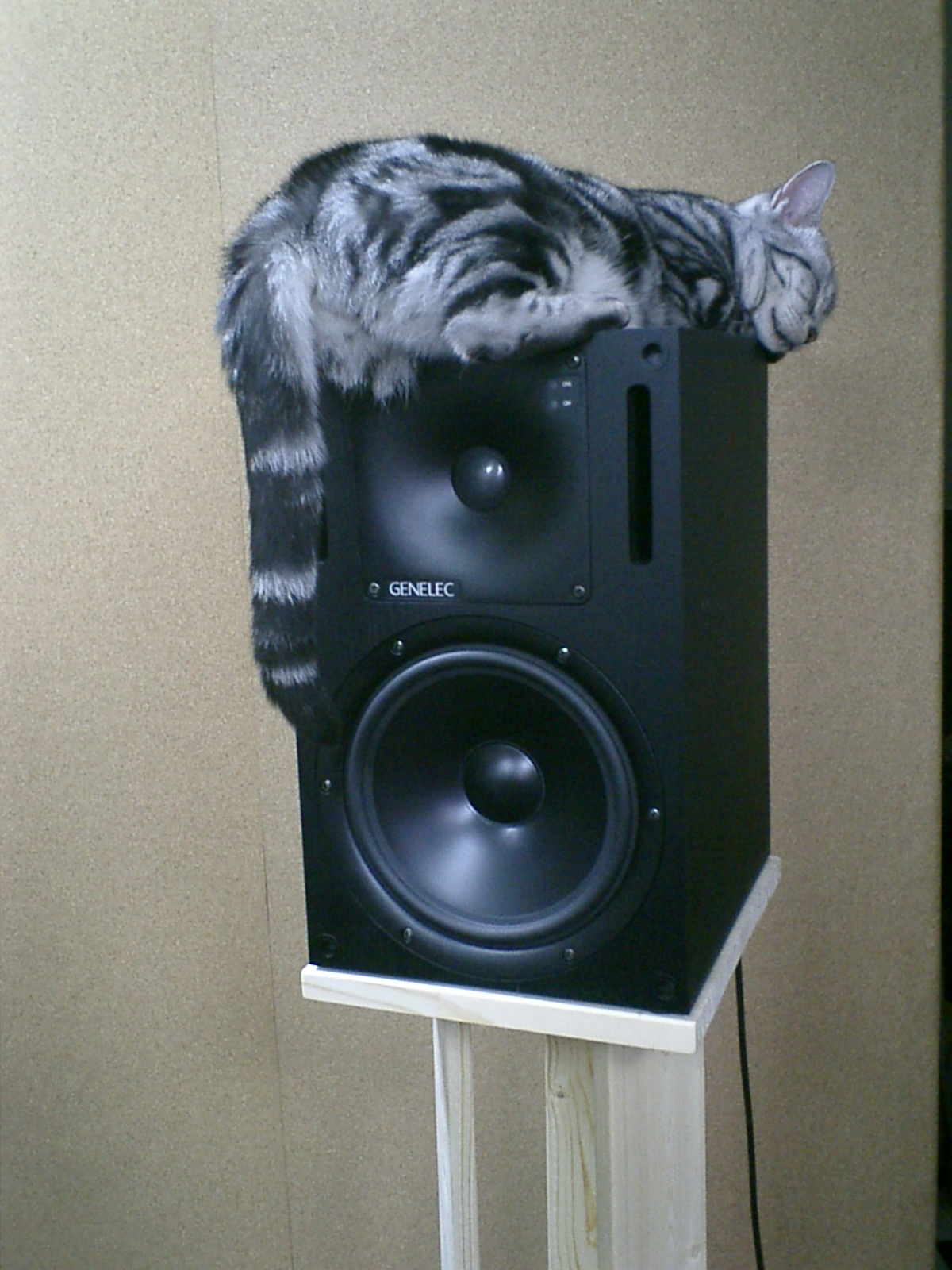
GENELEC 1030A

### 2-way Monitors
レコーディング・スタジオなどでミキシング・コンソールのメーター・ブリッジ上などへ設置や、デスクトップ上に設置してモニタリングする事を前提に設計されたブックシェルフ型のモニタリング・システム。
- 1018A (1987-1989)

エンクロージャーの背面には電源トランス及びパワー・アンプとクロスオーバー等をマウント。
トゥイーター 50mm コーン型x1、ウーファー 100mm コーン型x1、トレブル 30w・バス 30w、クロスオーバー 3.5kHz、最大音圧 = 112 dB SPL @ 1m、重量 3.5 kg
- 1019A (1979-1994)

エンクロージャーの背面には電源トランス及びパワー・アンプとクロスオーバー等をマウント。
トゥイーター 21mm ソフト・ドーム型x1、ウーファー 125mm コーン型x1、トレブル 20w・バス 35w、クロスオーバー 3.5kHz、周波数特性 60Hz〜20kHz、最大音圧 = 115 dB SPL @ 1m、重量 6.5 kg
- 2029A (1998-2005)

エンクロージャーのサイズを小さくして、デスクトップなどでの使用を想定した小型のブックシェルフ型で、フロント側には電源スイッチとレベル・コントロール・ノブが設置されている。D/Aコンバーターを内蔵し、S/P-DIFでのデジタル入力で 25kHz〜55kHzまでのサンプリング周波数と 16 bit 〜 24 bit までのビット・デプスのデジタル信号がモニタリング可能になっている。スピーカー・ユニットの高域側はDCW™ にマウントされている。エンクロージャーの背面には電源トランス及びパワー・アンプとクロスオーバー等をマウント。リア側パネルには T、バス、ロール・オフに対応したディップ・スイッチが搭載されている。
トゥイーター 19mm メタル・ドーム型x1、ウーファー 127mm コーン型x1、トレブル 40w・バス 40w、クロスオーバー 3.3kHz、周波数特性 70Hz〜18kHz、最大音圧 = 110 dB SPL @ 1m、重量 6 kg
- 2029B (2000-2005)

エンクロージャーのサイズを小さくして、デスクトップなどでの使用を想定した小型のブックシェルフ型で、フロント側には電源スイッチとレベル・コントロール・ノブが設置されている。D/Aコンバーターを内蔵し、AES/EBUでのデジタル入力で 20kHz〜100kHzまでのサンプリング周波数と 16 bit 〜 24 bit までのビット・デプスのデジタル信号がモニタリング可能になっている。スピーカー・ユニットの高域側はDCW™ にマウントされている。エンクロージャーの背面には電源トランス及びパワー・アンプとクロスオーバー等をマウント。リア側パネルには T、バス、ロール・オフに対応したディップ・スイッチが搭載されている。
トゥイーター 19mm メタル・ドーム型x1、ウーファー 127mm コーン型x1、トレブル 40w・バス 40w、クロスオーバー 3.3kHz、周波数特性 70Hz〜18kHz、最大音圧 = 110 dB SPL @ 1m、重量 6 kg
- 1029A (1996-2005)

エンクロージャーのサイズを小さくして、デスクトップなどでの使用を想定した小型のブックシェルフ型で、フロント側には電源スイッチとレベル・コントロール・ノブが設置されている。スピーカー・ユニットの高域側はDCW™ にマウントされているエンクロージャーの背面には電源トランス及びパワー・アンプとクロスオーバー等をマウント。リア側パネルにはレベル・コントロール回路とは別に、トレブル、バス、ロール・オフに対応したディップ・スイッチが搭載されている。
トゥイーター 19mm メタル・ドーム型x1、ウーファー 127mm コーン型x1、トレブル 40w・バス 40w、クロスオーバー 3.3kHz、周波数特性 70Hz〜18kHz、最大音圧 = 110 dB SPL @ 1m、重量 6 kg
- 1030A (1994-2005)

1031Aとほぼ同じ仕様になっているが、スピーカー・ユニットのサイズと搭載されるアンプの出力などが異なっている。スピーカー・ユニットの高域側はDCW™ にマウントされている。エンクロージャーの背面には電源トランス及びパワー・アンプとクロスオーバー等をマウント。リア側パネルにはレベル・コントロール回路とは別に、トレブル、バス、ロール・オフに対応したディップ・スイッチが搭載されている。
トゥイーター 19mm メタル・ドーム型x1、ウーファー 165mm コーン型x1、トレブル 50w・バス 80w、クロスオーバー 3.5kHz、周波数特性 55Hz〜18kHz、最大音圧 = 115 dB SPL @ 1m、重量 7.6 kg
- 1031A (1991-2005)

日本国内のスタジオへはGENELECの中でも一番多く導入された機種になっている。スピーカー・ユニットの高域側はDCW™ にマウントされている。エンクロージャーの背面には電源トランス及びパワー・アンプとクロスオーバー等をマウント。リア側パネルにはレベル・コントロール回路とは別に、トレブル、バス、ロール・オフに対応したディップ・スイッチが搭載されている。
トゥイーター 25.4mm メタル・ドーム型x1、ウーファー 203mm コーン型x1、トレブル 120w・バス 120w、クロスオーバー 2.2kHz、周波数特性 48Hz〜22kHz、最大音圧 = 120 dB SPL @ 1m、重量 12.7 kg
- 1032A

1031Aの後継機種となるもので、低域用パワーアンプの出力などが変更されている。スピーカー・ユニットの高域側はDCW™ にマウントされている。エンクロージャーの背面には電源トランス及びパワー・アンプとクロスオーバー等をマウント。リア側パネルにはレベル・コントロール回路とは別に、トレブル、バス、ロール・オフに対応したディップ・スイッチが搭載されている。
トゥイーター 25.4mm メタル・ドーム型x1、ウーファー 254mm コーン型x1、トレブル 120w・バス 180w、クロスオーバー 1.8kHz、周波数特性 42Hz〜21kHz、最大音圧 = 124 dB SPL @ 1m、重量 21.7 kg

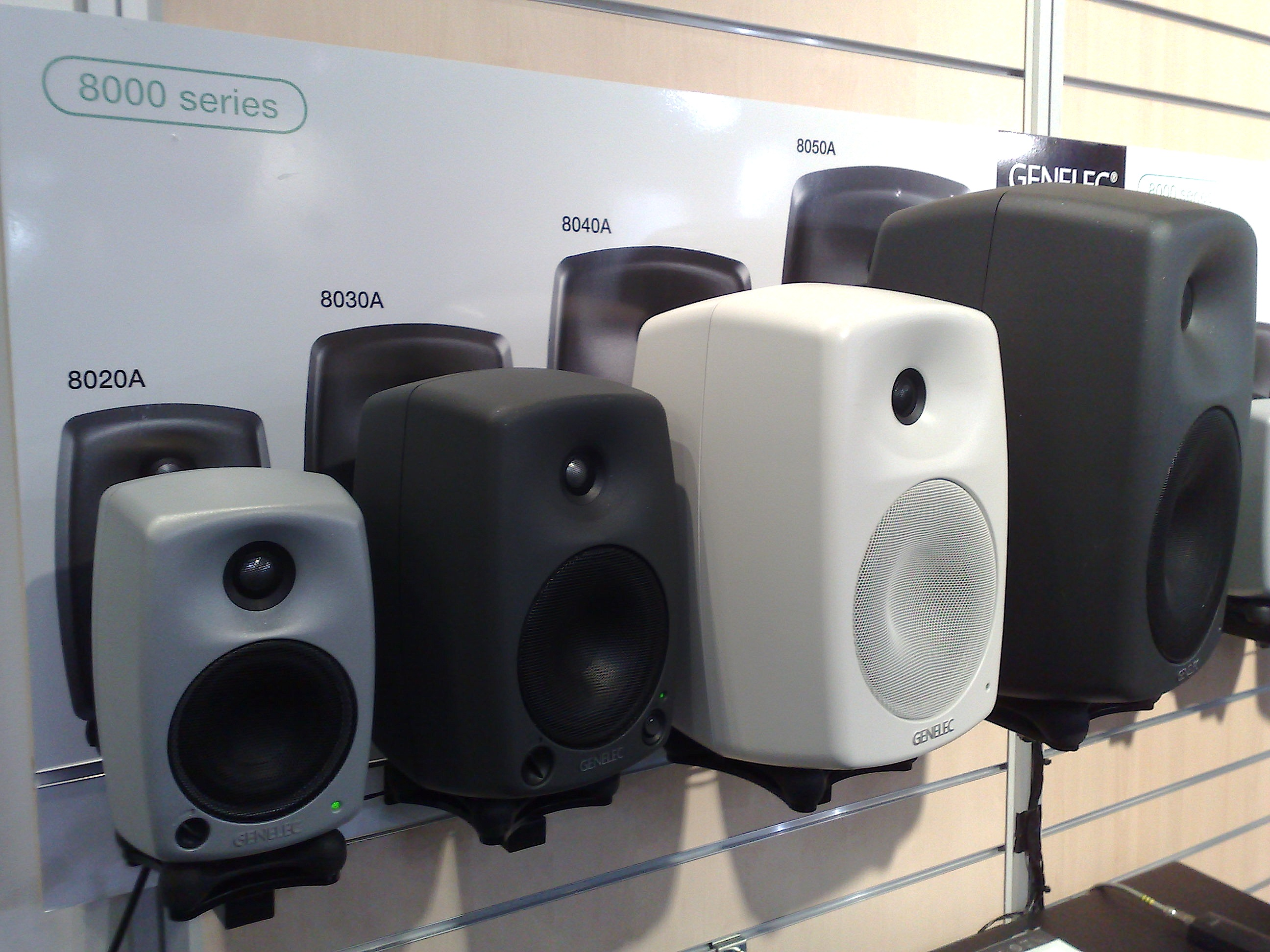
GENELEC 8000 Series

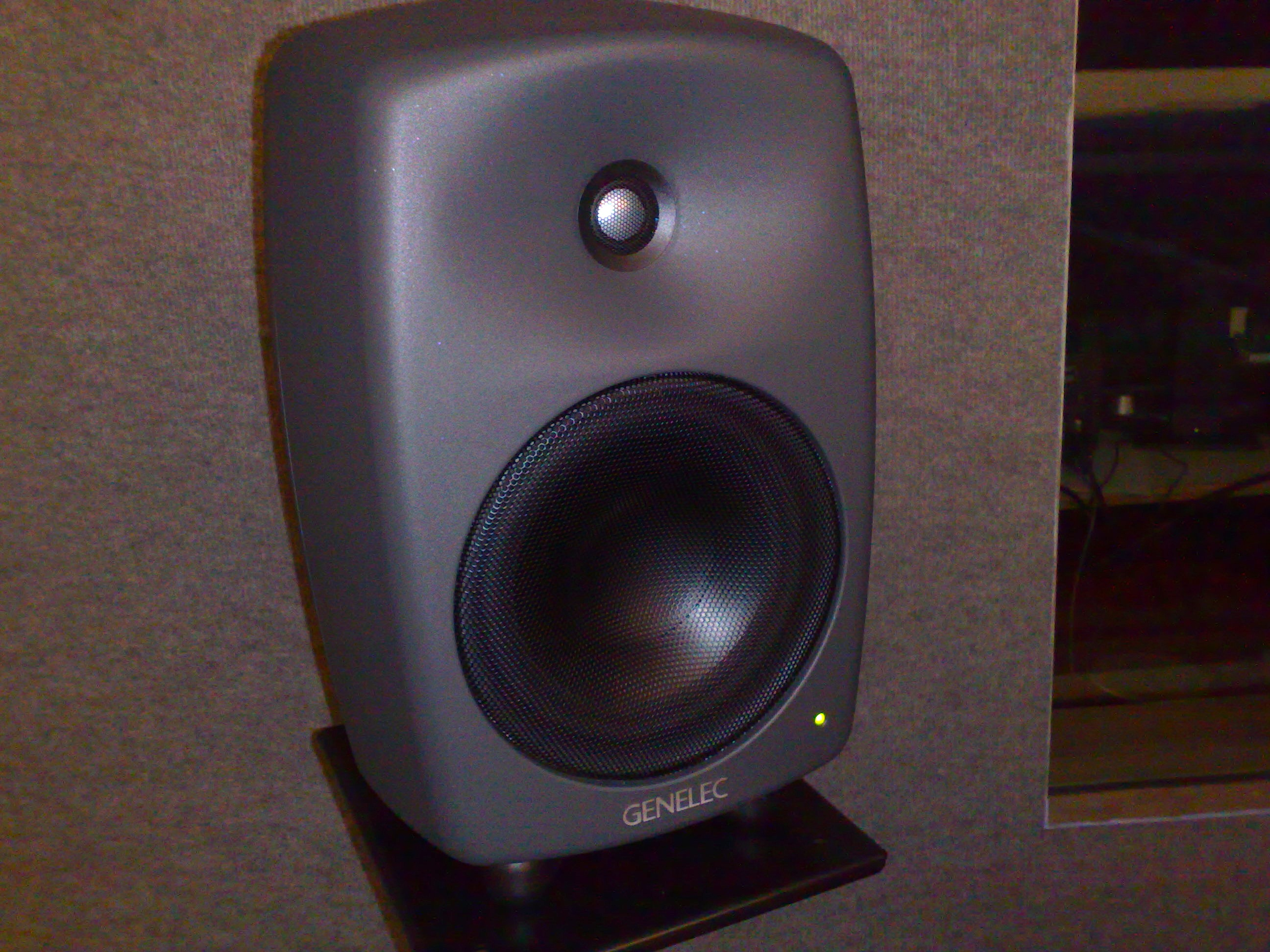
GENELEC 8040A

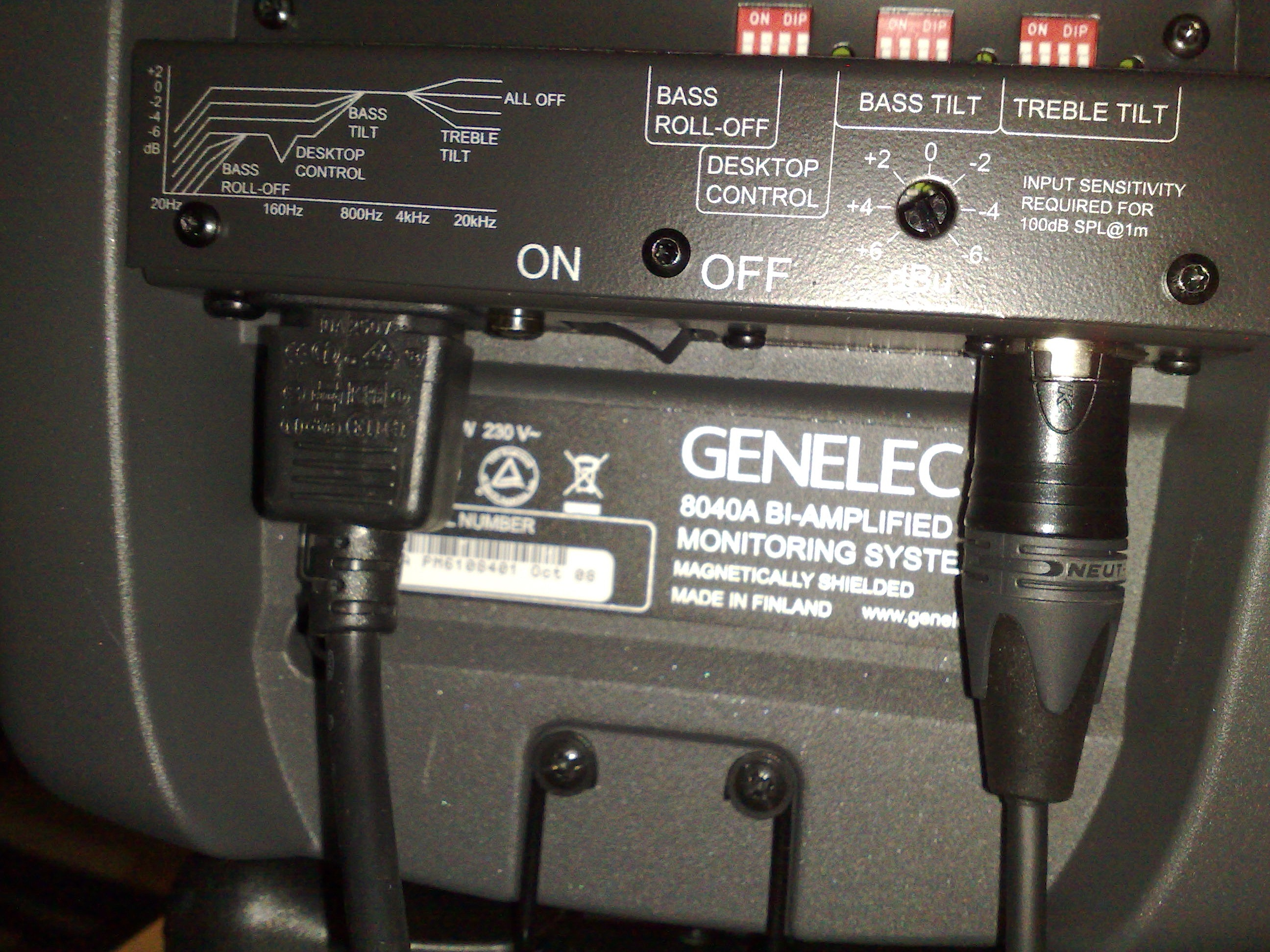
GENELEC 8040A Rear Panel

### 6000/8000 シリーズ

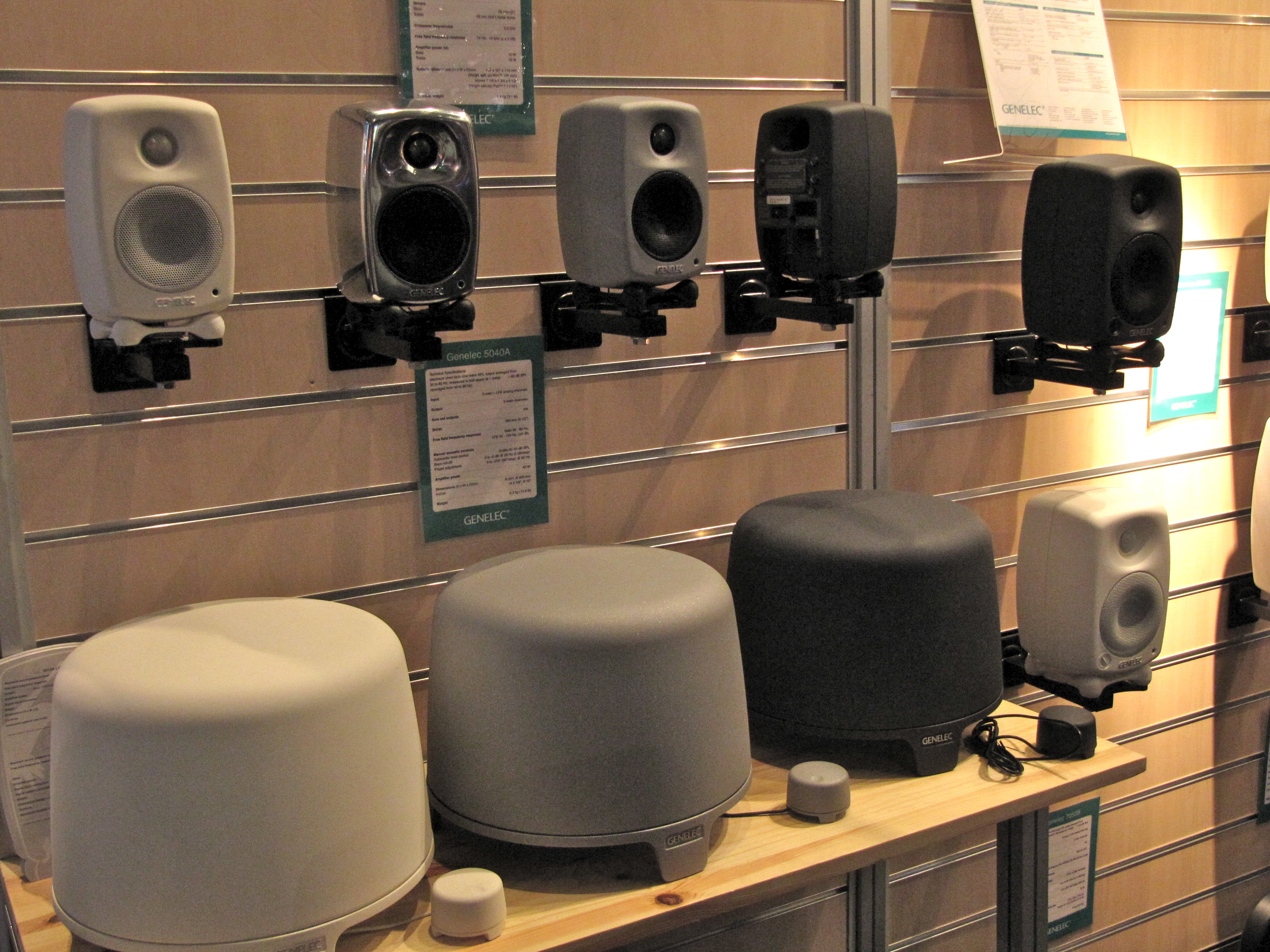
GENELEC 6010A & 5040A

DCW™ の設計理論に基づいた MDE™ 方式のエンクロージャー設計が採用されたシリーズであり、D/A コンバーターを搭載してデジタル信号を直接AES/EBUにて入力できるモデルや、DSP モニタリング・システムの構成メンバーに使われる機種でもある。エンクロージャーの素材は密度の高いダイキャスト製法によるアルミ合金素材を使った成形物で構成、重量もありユニット自体で共振の排除を目指した設計になっている。全ての製品はエンクロージャーの内部及び背面には電源トランス及びパワー・アンプとクロスオーバー等をマウント。製品には標準で Iso-Pod™ が付属し、このパーツは設置する場所との接点から起こる振動がユニット本体に伝わる事によって起こる音の濁りを排除する目的で採用されている。
アクティブモニター
- 6010A (2008-2013) (生産終了), 6010B (2013-2014) (生産終了)

デスクトップなどへ設置して使用する事を前提として開発された小型機種。入力コネクターはRCA端子。
ドライバーは低域76mmコーン・高域19mmメタルドーム、周波数特性は74Hz〜18kHz（±2.5dB)、定格音圧93dB。
アンプ出力は低域12W・高域12W、、外寸(Iso-Pod除く)はH181×W121×D114mm、重量1.4kg。
- 8010A (2013-)

6010A/Bの後継機種。入力コネクターはXLRタイプコネクター。
ドライバーは低域76mmコーン・高域19mmメタルドーム。周波数特性74Hz〜20kH(±2.5dB)、67Hz-25kHz(-6dB)、定格音圧96dB。
アンプ出力は低域25W・高域25W、外寸(Iso-Pod除く)はH181×W121×D116mm、重量1.5kg。
- 8020A (2005-2009) (生産終了), 8020B (2009-2013) (生産終了), 8020C (2013-2017) (生産終了)

小型の8000シリーズとして発表された機種。前面に音量調節ノブあり。
ドライバーは低域105mmコーン・高域19mmメタルドーム、周波数特性は66Hz～20kHz（±2.5dB)、
アンプ出力は低域20W・高域20W、外寸(Iso-Pod除く)はH226×W151×D142mm、重量3.7kg。
- 8020D (2017-)

8020Cの後継機種。前面に音量調節ノブなし。
ドライバーは低域105mmコーン・高域19mmメタルドーム、周波数特性は62Hz～20kHz(±2.5dB)、56Hz–25kHz(-6 dB)、定格音圧100dB
アンプ出力は低域50W・高域50W、外寸(Iso-Pod除く)は8020Aと同じ。重量3.2kg。
- 8030A (2005-2013) (生産終了), 8030B (2013-2017) (生産終了)

前面に電源スイッチと音量調節ノブ、後面にはトレブル、バス、ロール・オフのそれぞれに対して設定が可能なディップ・スイッチを搭載。
ドライバー＝低域127mmコーン・高域19mmメタルドーム、アンプ出力＝低域40W・高域40W、周波数特性＝58Hz〜20kHz（±2.5dB)、
外寸(Iso-Pod除く)はH285×W189×D178mm、重量5.6kg。
- 8030C (2017-)

8030Aの後継機種。外寸mm(Iso-Pod除く)は8030Aと同じ。重量5.0kg。
ドライバーは低域130mmコーン・高域19mmメタルドーム、アンプ出力は低域50W・高域50W、周波数特性は54Hz〜20kHz (±2dB)。
- 8040A (2005-2013) (生産終了)

リア側に電源スイッチとレベル・コントロール・ノブ、トレブル、バス、ロール・オフのそれぞれに対して設定が可能なディップ・スイッチを搭載。
:ドライバーは低域165mmコーン・高域19mmメタルドーム、アンプ出力は低域90W・高域90W、周波数特性は48Hz～20kHz（±2dB)、外寸(Iso-Pod除く)はH350×W237×D223mm、重量8.6kg。
- 8040B (2013-)

8040Aの後継機種。ドライバー径・アンプ出力・周波数特性・外寸は8040Aと同じ。重量9.4kg。
- 8050A (2005-2013) (生産終了)

リア側に電源スイッチとレベル・コントロール・ノブ、トレブル、バス、ロール・オフのそれぞれに対して設定が可能なディップ・スイッチを搭載。
アンプ出力は低域150W・高域120W、ドライバーは低域203mmコーン・高域25.4mmメタルドーム、周波数特性は38Hz-20kHz (±2dB)、外寸(Iso-Pod除く)はH433×W286×D278mm、重量12.7kg。
- 8050B (2013-)

8050Aの後継機種。 ドライバー径・アンプ出力・周波数特性・外寸は8050Aと同じ。重量は14.4kg。
スマートアクティブモニター
- 8130A (2007-2015) (生産終了)

8000シリーズ初のD/A コンバーターを搭載したデジタル・モニタリング・システムで、最大192kHz/24 bitまでのデジタル信号がAES/EBUによって入力可能になっているモデル。D/A コンバーター以降のアナログ回路及びスペックは8030Aと同一となっている。
- 8320A (2014-)

8020と同サイズの筐体に部屋の音響特性に合わせてスピーカーの出音を自動補正してくれるSAMシステム搭載を搭載したモデル。
ドライバーは低域105mmコーン・高域19mmメタルドーム。アンプ出力は低域50W・高域50W、周波数特性は66Hz-20kHz (±1.5dB)、外寸は8020Aと同じ。重量3.2kg。
- 8330A (2015-)

8030と同サイズの筐体に部屋の音響特性に合わせてスピーカーの出音を自動補正してくれるSAMシステム搭載したモデル。本体寸法は8030や8130と同じ。重量5.5kg。
ドライバーは低域130mmコーン・高域19mmメタルドーム、アンプ出力は低域50W・高域50W、周波数特性は58Hz〜20kHz（±1.5dB)。
- 8430A IP (2017-)

8330AにAoIP(Audio over IP)の機能を追加したモデル。
- 8240A (2006-2016) (生産終了)

8040と同サイズの筐体にGLMやAutoCalといったDSP機能を内蔵したモデル。その他のスベックは8040Aと同じ。後継機種は8340A。重量9.4kg。
- 8340A (2016-)

8030と同サイズの筐体に部屋の音響特性に合わせてスピーカーの出音を自動補正してくれるSAMシステム搭載したモデル。本体寸法は8040や8240と同じ。重量8.4kg。
ドライバーは低域165mmコーン・高域19mmメタルドーム、アンプ出力は低域150W・高域150W、周波数特性は44Hz〜20kHz（±1.5dB)。
- 8250A (2006-2016) (生産終了)

8050と同サイズの筐体にGLMやAutoCalといったDSP機能を内蔵したモデル。その他のスベックは8050Aとほぼ同じ。重量14.6kg。
- 8260A (2010-2019) (生産終了)

8000シリーズ初の3 ウェイ 3 スピーカーのシステムで構成されていて、Tとミッド用のトゥイーター及びスコーカーが同軸配列となったスピーカー・ユニットを採用。D/A コンバーターを搭載し、DSP Monitoring System用のデジタル・モニタリング・システムとなっていて、AutoCal™ と GLM™ を搭載。
トゥイーター 19mm コアキシャル・アルミニウム・ドーム型x1、スコーカー 127mm ラミネート・コーン型x1、ウーファー 254mm コーン型x1、トレブル 120w・ミッド 120w・バス 150w、クロスオーバー 490Hz/3kHz、周波数特性 29Hz〜21kHz、重量 27.5 kg。 後継機種は8361A
スマートアクティブ同軸モニター "The Ones"
- 8331A (2017-)

同軸2ウェイユニット＋楕円ウーファー2基による3ウェイ構成の同軸モニタスピーカー「The Onesシリーズ」の中で最もコンパクトな製品。
部屋の音響特性に合わせてスピーカーの出音を自動補正してくれるSAMシステム搭載。
ドライバーは130mm×65㎜楕円型ウーファー2基・90㎜コーン型ミッドレンジ同軸・19㎜ドーム型トゥイーター。
周波数特性は58Hz-20kHz(±1.5dB)、45Hz-37kHz(-6dB)、定格音圧104dB
アンプ出力は低域72W・中域36W・高域36W、外寸(Iso-Pod含む)はH305×W189×D212mm、重量6.7kg
- 8341A (2017-)

同軸2ウェイユニット＋楕円ウーファー2基による3ウェイ構成の同軸モニタスピーカー「The Onesシリーズ」の一つ。
部屋の音響特性に合わせてスピーカーの出音を自動補正してくれるSAMシステム搭載。
ドライバーは130mm×65㎜楕円型ウーファーを2基・90㎜コーン型ミッドレンジ同軸・19㎜ドーム型トゥイーター。
周波数特性は45Hz-20kHz(±1.5dB)、38Hz-37kHz(-6dB)、定格音圧110dB
アンプ出力は低域250W・中域150W・高域150W、外寸(Iso-Pod含む)はH370×W237×D243mm、重量9.8kg
- 8351A (2014-2019) (生産終了)
- 8351B (2019-)

同軸2ウェイユニット＋楕円ウーファー2基による3ウェイ構成の同軸モニタスピーカー「The Onesシリーズ」の一つ。
部屋の音響特性に合わせてスピーカーの出音を自動補正してくれるSAMシステム搭載。
ドライバーは208mm×101㎜楕円型ウーファーを2基・130㎜コーン型ミッドレンジ同軸・25㎜ドーム型トゥイーター
周波数特性は38Hz-20kHz(±1.5dB)、32Hz〜43kHz(-6dB)、定格音圧113dB
アンプ出力は低域250W・中域150W・高域150W、外寸H452xW287xD278mm、重量14.3kg
- 8361A (2019-)

同軸2ウェイユニット＋楕円ウーファー2基による3ウェイ構成の同軸モニタスピーカー「The Onesシリーズ」の一つ。
部屋の音響特性に合わせてスピーカーの出音を自動補正してくれるSAMシステム搭載。
ドライバーは263mm×137㎜楕円型ウーファーを2基・130㎜コーン型ミッドレンジ同軸・25㎜ドーム型トゥイーター
周波数特性は36Hz-20kHz(±1.5dB)、30Hz～43kHz(-6dB）、定格音圧118dB
アンプ出力は低域500W・中域150W・高域150W、外寸H452xW287xD278mm、重量31.9kg

### Subwoofers
- 1091A (1996-2003)
- 1092A (1994-2003)
- 1094A (1994-2003)
- 7050A (2002-2005)
- 7060A (2002-2006)
- 5040A
- 7050B
- 7060B
- 7070A
- 7071A
- 7073A
- SE7261A
- 7260A
- 7270A
- 7271A

## DSP モニタリング・システム
- SE DSP System
- 8240A 2-way System
- 8250A 2-way System
- 8260A 3-way System
- 7260A Subwoofer
- 7270A Subwoofer
- 7271A Subwoofer

### DSP モニタリング・システムの仕様
- SE™ DSP モニタリング・システム

SE™ (Small EnHzironments) DSPモニタリング・システムは、狭い空間でのミキシング作業に向けたシステムで、5.1チャンネル・サラウンドでのモニタリング時に適した仕様でもある。使用するスピーカー・システムには8130A (AES/EBUでのデジタル入力対応) が設定されていて、自動アライメントで使用するDSPデバイスは、このシステムの中核部となるサブ・ウーファー7261Aに内蔵されている物を使用する。測定用マイクロフォンから入力されたオーディオ信号を元に、GLM SE ソフトウェアがインストールされたコンピューターがAutoCalによって自動アライメント操作を行いセットアップが可能になっている。中核機となる7261Aからは最大8台までの8130Aに音場補正されたデジタル信号を分配伝送するシステム。
- 8200/7200 シリーズ

8200 シリーズは、MDE™ エンクロージャー、DCW™ ウェーブ・ガイド・バッフル、高能率バスレフ・ポートなどが採用されていて、7200 シリーズは、高度なLSEテクノロジーが踏襲されている。専用の GLM™ ソフトウェアで機能する AutoCal™ での自動アライメント機能を使用する事によって、ルーム・アコースティックの補正が簡単で素早く行う事が出来るシステムにもなっている。
- GLM™ パッケージ

DSP モニタリング・システムは、スピーカー・システム本体をコントロールするため、GLM™ (Proprietary Genelec Loudspeaker Manager Network) パッケージ (8200-401) が必要となり、制御用コンピューターとネットワーク・ケーブルで接続することにより、全ての制御機能を一括管理したり、音響補正情報や設定情報の保存及びリコールが可能になる。AutoCal™ は、GENELECシステム専用のマイクを使い、ミキシング時のリスニング・ポジション及び、3ヶ所までの任意な位置におけるテスト信号を収音し、収録されたオーディオ信号情報をリファレンスとして、ルーム・アコスティック特性の乱れなどを電気的に自動補正するシステム。補正する項目は、モニタリングレベル、周波数特性、時間軸距離、LFEとの位相などの項目があり、モニタリング・システム全体でのモニタリングバランスを取る目的で開発されている。
- AD9200A 8ch A/D コンバーター

最高で192kHz/24Bitまでのデジタル信号へコンバート出来る8ch仕様の A/D コンバーター。DSP モニタリング・システム または、SE™ DSP モニタリングシステムとの接続してモニタリングする際に、ミキシング・コンソールや各種オーディオ機器からのアナログ信号をAD9200A 8ch A/D コンバーター経由で接続する事によって、DSP モニタリング・システムとの接続はデジタル信号用の伝送ケーブルになるため、シンプルな結線状態に出来る。アナログ信号の入力端子は、8ch分の信号がまとめられた D-sub 25P コネクターが使用されていて、ProToolsなどのDAWを使用している場合にはオーディオ・インターフェースから直接デジタル用マルチ・ケーブルでの接続が可能になる。本体からのデジタル信号出力端子は AES/EBU (AES3 Format) になっている。

## 技術情報

### DCW™ (Directivity Control Waveguide)
バッフル面の音響作用をコントロールするために音響工学を元にした設計形状になっていて、音響軸の軸外特性向上や音像定位の容易さを追求した仕様になっている。部屋からの音響反射を減らしてスピーカーからの直接モニタリング音を増やす従来のコンセプトも DCW へ継承されている。

### Iso-Pod™ (Isolation Positioner/Decoupler)
エンクロージャー底面に設置するラバー素材の緩衝材でつくられたもので、スピーカー・システムを設置した面からの振動を遮断し音像の濁りを抑制する目的で採用されている。装置自体はスピーカーの音響軸の角度を正確に合わせられるように垂直両方向の角度調整ができる仕様になっていて、横置きにも対応した装着用ガイドが付いている。

### MDE™ (Minimum Diffraction Enclosure)
エンクロージャーのエッジ部分で発生する音響反射による悪影響からの回避を極めるため、エンクロージャーに独特の丸みを帯びた面で構成したエッジ・カーブをもたせることで、エンクロージャー形状が原因となる周波数特性の乱れなどを排除し、自然な音響放射とモニタリングの容易さを実現させるための構造設計技術。